# Calcio Catania 2021-2022
Questa voce raccoglie le informazioni riguardanti il Calcio Catania nelle competizioni ufficiali della stagione 2021-2022.

## Stagione
Nel periodo compreso tra il giugno e luglio 2021, sfuma in maniera definitiva la trattativa di cessione della società etnea all'avvocato italoamericano Joe Tacopina, durata otto mesi. Il 26 aprile era scaduto il contratto preliminare di acquisto stipulato a gennaio tra SIGI e Tacopina, e pertanto saltava il closing, nonostante il businessman statunitense - su consiglio di un suo legale - aveva versato alla SIGI una somma di 600.000 euro, grazie alla quale era stato possibile pagare gli emolumenti ai tesserati e alcune scadenze.
La crisi di liquidità della società rossoazzurra si aggrava, come dimostrato dal mancato rispetto della scadenza per il pagamento degli stipendi dei calciatori fissata dalle norme federali per il mese di luglio. Ciò nonostante, viene comunque formalizzata l'iscrizione al campionato per la stagione 2021-22, evitando così l'incombente rischio della radiazione del club. Per quanto concerne l'aspetto tecnico, alla guida della compagine rossoazzurra viene confermato Francesco Baldini, che firma un biennale; la rosa subisce notevoli mutamenti poiché caratterizzata da numerose partenze illustri, in cui figurano tra gli altri quelle del portiere Confente, difensore Silvestri, dei centrocampisti Dall'Oglio e Wellbeck, e dell'attaccante Sarao. Viene allestito un organico in prevalenza attraverso l'ingaggio di atleti svincolati o in prestito da altre società: tra gli svincolati si segnalano il difensore argentino Juan Monteagudo, che la stagione precedente ha vestito la maglia del Club Atlético Nueva Chicago nella Primera B Nacional, e due giocatori italiani provenienti dal girone B della Serie C, il portiere Andrea Sala, liberato dall'Arezzo, e l'attaccante Tommaso Ceccarelli dalla Feralpisalò. Tra i prestiti si segnalano gli arrivi dei centrocampisti Kevin Biondi e Jean Freddi Greco dal Pordenone in Serie B, dell'attaccante croato Leon Šipoš dallo Spartaks Jūrmala, che milita nel campionato di massima serie lettone, e dell'attaccante Luca Moro dal Padova, reduce da una stagione in prestito alla SPAL, in Serie B. Acquistato a titolo definitivo dall'Imolese, in Serie C, il centrocampista palermitano Alessandro Provenzano.
Il primo incontro ufficiale della stagione viene disputato il 21 agosto 2021 sul campo della Vibonese, valido per il primo turno eliminatorio di Coppa Italia di Serie C, vinto dalla compagine rossoazzurra per 0-1 dopo i tempi supplementari, con rete siglata dall'attaccante brasiliano Reginaldo, che pochi giorni più tardi si libererà dalla società per poi essere ingaggiato dall'AZ Picerno. Il campionato di Serie C 2021-22 prende avvio il 28 agosto, e alla prima giornata il Catania affronta in trasferta il Monopoli, dove viene travolto con un netto 3-0 in favore dei pugliesi. La prima vittoria stagionale arriva alla seconda giornata nella gara casalinga contro la Fidelis Andria, conclusasi con il risultato di 2-0 per i rossoazzurri con doppietta dell'attaccante croato Šipoš. Nelle prime undici gare di campionato, il Catania ha un andamento discreto che lo pone a metà classifica, e su tutti spicca il giovane centravanti Moro (classe 2001), che realizza 10 reti in 10 partite.
A ottobre emergono nuovi problemi in seno alla società rossoazzurra, con l'uscita dalla compagine azionaria di SIGI di un socio, l'imprenditore Angelo Maugeri, e con la messa in mora da parte dei giocatori per gli stipendi non pagati. Il mese successivo, a metà novembre, Nicola Le Mura rassegna le proprie dimissioni da amministratore unico della società rossoazzurra, carica per la quale SIGI nomina Sergio Santagati, già direttore commerciale e marketing del club. Il 17 novembre, la sezione fallimentare del Tribunale di Catania, su richiesta del Procuratore della Repubblica, si riunisce in camera di consiglio per valutare l'istanza di fallimento dal medesimo formulata: i giudici rinviano il procedimento al 21 dicembre, e dispongono altresì una consulenza tecnica d'ufficio per verificare lo stato patrimoniale della società rossoazzurra.
I problemi finanziari della società incidono anche sulla classifica: il 2 dicembre, il Tribunale Federale Nazionale decide la penalizzazione di 2 punti in classifica, per non aver rispettato la scadenza per il pagamento degli emolumenti ai suoi tesserati relativi alla mensilità del giugno, che il club siciliano avrebbe dovuto saldare entro agosto 2021.
Il 22 dicembre 2021, il magistrato dottor Fabio Ciraolo della sezione fallimentare del Tribunale di Catania, dopo aver esaminato tutta la documentazione depositata il giorno prima dai periti nominati dal medesimo, accoglie l'istanza di fallimento presentata il 17 novembre dal pubblico ministero dottor Fabio Regolo, e pertanto il Calcio Catania S.p.A. viene ufficialmente dichiarato fallito con autorizzazione dell'esercizio provvisorio per la società rossoazzurra. Il Tribunale nomina altresì curatori fallimentari i dottori Daniela D'Arrigo, Enrico Maria Giucastro e l'avvocato Giuseppe Basile, a cui viene dato il compito di occuparsi dell'esercizio provvisorio della società riguardo l'aspetto sportivo, disposto fino al 2 gennaio 2022. Viene stabilito che il mantenimento del titolo sportivo è subordinato al versamento di 600.000 euro da parte di SIGI, che costituiscono il credito che la società rossoazzurra vanta verso la sua controllante, e che solo successivamente potrà essere venduto all'asta competitiva. Nella sentenza emessa dal tribunale etneo viene sancita l'insolvenza del club, la cui mole debitoria è stata quantificata a 53,9 milioni di euro, di cui 2,9 milioni sono quelli relativi al solo ramo sportivo dell'azienda.
La squadra rossoazzurra allenata da Baldini concludeva il girone di andata del torneo al dodicesimo posto in classifica, in cui nelle ultime giornate ha affrontato le rivali corregionali Palermo e Messina, che l'hanno vista vincente nella gara casalinga contro i rosanero per 2-0 (con doppietta di Moro), e pareggiante in trasferta contro i giallorossi per 2-2. Il giovane centravanti Luca Moro, in prestito dal Padova, con i suoi 18 gol realizzati (di cui 7 su calcio di rigore) nel girone di andata, è il marcatore più prolifico dell'intera Serie C.
In virtù della dichiarazione di fallimento del club etneo, nel periodo gennaio-marzo, la sezione fallimentare del Tribunale di Catania aveva indetto tre aste competitive per l'acquisizione del titolo sportivo, di cui solo l'ultima vedeva la presentazione di una sola offerta: il 16 marzo, il ramo di azienda sportivo della fallita Calcio Catania S.p.A. veniva assegnato alla FC Catania 1946 s.r.l., società creata dall'imprenditore romano Benedetto Mancini.
La stagione regolare della compagine rossoazzurra si conclude il 3 aprile 2022, alla trentacinquesima giornata, in occasione della partita disputata in casa del Potenza, conclusa sul risultato di 2-2. Sei giorni più tardi, il 9 aprile, la sezione fallimentare del Tribunale di Catania presieduta dal dottor Francesco Mannino, delibera la fine anticipata dell'esercizio provvisorio - che era stato deciso fino a giorno 19 - per il ramo sportivo della fallita Società rossoazzurra, e conseguentemente a ciò, la FIGC delibera a sua volta l'esclusione della squadra dal torneo. A determinare la decisione del tribunale del capoluogo etneo, il mancato versamento da parte di Mancini dell'intera somma di 375 mila euro stabilita per l'acquisto del ramo sportivo. In seguito all'esclusione della squadra dal campionato, tutti i punti conquistati e le partite disputate fino a quel momento sono state dichiarate nulle, di conseguenza è stata stilata una nuova classifica a 19 squadre.
Si può diventare amici per tanti motivi: noi abbiamo fatto semplicemente il nostro lavoro e siamo diventati amici per quanto espresso in campo. Questo è l’orgoglio più grande che mi porto dentro. Cosa mi resta di Catania? Tutto. Guardo l’Etna e ricordo una serata di qualche tempo fa, quando di corsa, con il mio staff, siamo andati a vedere l’eruzione. Tutte cose indimenticabili. Adesso sono libero, quindi potrei trovare squadra anche domani, ma in questo momento non penso che la storia tra Baldini e Catania sia finita, o non possa ritornare.»
(Francesco Baldini, durante l'ultimo incontro fra i tifosi e la squadra a Torre del Grifo il 10 aprile del 2022.)

## Divise e sponsor
Nella stagione 2021-2022, lo sponsor tecnico della squadra etnea è la statunitense Nike, attraverso la società distributrice di abbigliamento sportivo Linea Oro Sport S.r.l. di Frosinone. La prima maglia è a tinta azzurra con cinque strisce verticali di colore rosso ad altezza crescente dai lati fino al centro, presenti sul fronte e sul retro; la seconda maglia è a tinta unica bianca che presenta al centro un motivo verticale tratteggiato rosso e azzurro; la terza maglia è a tinta unica nera e presenta il medesimo layout della seconda.
Gli sponsor ufficiali presenti sulla maglia nella medesima stagione sono SuperConveniente (main sponsor), Grimaldi Lines (second sponsor) e Ulisse (co-sponsor). Altri sponsor della società rossoazzurra sono Caffè Lo Re e Bacco (back sponsor), Comer Sud e Pasticceria Sauvage (sleeve sponsor).

## Organigramma societario
ORGANI DI AMMINISTRAZIONE E CONTROLLO
Consiglio di amministrazione
- Amministratore unico: Nico Le Mura (fino al 16 novembre 2021), poi Sergio Santagati

Collegio sindacale
- Presidente: Alessandro Raddante
- Sindaci: Salvatore Strano, Alessandro Torrisi
- Sindaci supplenti: Mario Spadaro, Alessandro Torrisi

AREE E MANAGEMENT
Area gestione aziendale
- Responsabile amministrativo: Carmelo Milazzo
- Segretario generale: Giorgio Borbone
- Responsabile area legale e affari generali: Carmelo Munzone
- Traduttrice, interprete e segretaria: Elvira Strano
- Responsabile Logistica e Supporter liaison officer: Giuseppe Franchina
- Responsabile relazioni esterne e istituzionali: Salvatore Cambria
- Responsabile sicurezza: Arturo Magni
- Delegato sicurezza: Antonio Russo
- Vice delegato sicurezza: Francesco Giannotta
- Addetto alla manutenzione: Enzo Longhitano
- Magazzinieri: Alessandro Musumeci, Giuseppe Motta

Area comunicazione
- Responsabile comunicazione: Angelo Scaltriti
- Web Designer: Fabio De Luca
- Fotografo: Filippo Galtieri

Area marketing
- Responsabile area marketing: Sergio Santagati
- Marketing manager: Davide Insalaco

Area sportiva
- Direttore area sportiva: Maurizio Pellegrino
- Responsabile area scouting: Mario Marino
- Responsabile settore giovanile e dipartimento femminile: Massimiliano Borbone
- Team Manager: Emanuele Passanisi

Area tecnica
- Allenatore: Francesco Baldini
- Allenatore in seconda: Luciano Mularoni
- Match analyst: Davide Bertaccini
- Allenatore dei portieri: Armando Pantanelli
- Preparazione atletico: Diego Gangemi

Area sanitaria
- Coordinatore area medica: Francesco Riso
- Responsabile sanitario: Carmelo Amato
- Medico sociale: Cesare Cassisi
- Fisioterapisti: Gianpiero Gulisano, Alberto Palumbo
- Massofisioterapisti: Massimiliano Alizzio, Daniele Torrisi
- Massaggiatore: Giuseppe Bruzzo

## Rosa
Rosa e numerazione aggiornate al 31 gennaio 2022.
| N. |                      | Ruolo | Calciatore            |
| -- | -------------------- | ----- | --------------------- |
| 1  | Italia (bandiera)    | P     | Andrea Sala           |
| 2  | Italia (bandiera)    | D     | Salvatore Simone Pino |
| 3  | Brasile (bandiera)   | D     | Claiton               |
| 4  | Ecuador (bandiera)   | C     | Luis Maldonado        |
| 5  | Italia (bandiera)    | C     | Alessandro Provenzano |
| 6  | Italia (bandiera)    | D     | Luca Ercolani         |
| 7  | Italia (bandiera)    | C     | Andrea Russotto       |
| 8  | Italia (bandiera)    | C     | Giacomo Rosaia        |
| 10 | Italia (bandiera)    | C     | Kevin Biondi          |
| 11 | Italia (bandiera)    | A     | Tommaso Ceccarelli    |
| 12 | Italia (bandiera)    | P     | Giuseppe Stancampiano |
| 13 | Argentina (bandiera) | C     | Mariano Izco          |
| 14 | Italia (bandiera)    | A     | Antonio Piccolo       |
| 15 | Italia (bandiera)    | C     | Jean Freddi Greco     |
| 16 | Italia (bandiera)    | D     | Alessandro Albertini  |
| 17 | Italia (bandiera)    | A     | Lorenzo Tropea        |
| 18 | Argentina (bandiera) | D     | Juan Monteagudo       |

| N. |                    | Ruolo | Calciatore           |
| -- | ------------------ | ----- | -------------------- |
| 19 | Italia (bandiera)  | D     | Giovanni Pinto       |
| 20 | Italia (bandiera)  | A     | Simone Russini       |
| 21 | Italia (bandiera)  | D     | Paolo Ropolo         |
| 22 | Italia (bandiera)  | P     | Giorgio Coriolano    |
| 23 | Italia (bandiera)  | C     | Riccardo Cataldi     |
| 24 | Italia (bandiera)  | A     | Luca Moro            |
| 25 | Croazia (bandiera) | A     | Leon Šipoš           |
| 26 | Italia (bandiera)  | D     | Luca Calapai         |
| 26 | Italia (bandiera)  | D     | Filippo Lorenzini    |
| 28 | Italia (bandiera)  | D     | Pier Luigi Simonetti |
| 29 | Italia (bandiera)  | D     | Andrea Zanchi        |
| 30 | Italia (bandiera)  | C     | Giulio Frisenna      |
| 31 | Italia (bandiera)  | A     | Flavio Russo         |
| 32 | Italia (bandiera)  | P     | Francesco Borriello  |
| 33 | Italia (bandiera)  | A     | Gabriel Bianco       |
| 34 | Italia (bandiera)  | D     | Angelo Panarello     |
|    | Brasile (bandiera) | A     | Felipe Estrella      |

## Calciomercato
Sessione estiva (dal 1/7 al 31/8)
| Acquisti | Acquisti                 | Acquisti          | Acquisti                         |
| R.       | Nome                     | da                | Modalità                         |
| -------- | ------------------------ | ----------------- | -------------------------------- |
| C        | Samuel Aureliano         | Paternò           | fine prestito                    |
| A        | Gabriel Bianco           | FC Messina        | svincolato                       |
| C        | Kevin Biondi             | Pordenone         | prestito                         |
| C        | Riccardo Cataldi         |                   | svincolato                       |
| A        | Tommaso Ceccarelli       |                   | svincolato                       |
| P        | Salvatore Della Valle    | Real Agro Aversa  | fine prestito                    |
| D        | Luca Ercolani            |                   | svincolato                       |
| A        | Felipe Estrella Galeazzi | Genoa             | prestito                         |
| C        | Giulio Frisenna          | Licata            | fine prestito                    |
| A        | Alessandro Gatto         | Cavese            | fine prestito                    |
| C        | Giuseppe Giuffrida       | Troina            | fine prestito                    |
| C        | Jean Freddi Greco        | Pordenone         | prestito                         |
| D        | Juan Monteagudo          |                   | svincolato                       |
| A        | Luca Moro                | Padova            | prestito                         |
| A        | Mario Noce               | Potenza           | fine prestito                    |
| D        | Antonio Panebianco       | FC Messina        | fine prestito                    |
| D        | Salvatore Simone Pino    | Lazio (primavera) | fine prestito                    |
| C        | Alessandro Provenzano    | Imolese           | definitivo                       |
| D        | Paolo Ropolo             |                   | svincolato                       |
| A        | Simone Russini           |                   | svincolato                       |
| P        | Andrea Sala              |                   | svincolato                       |
| P        | Giuseppe Stancampiano    |                   | svincolato                       |
| A        | Leon Šipoš               | Spartaks Jūrmala  | prestito con diritto di riscatto |
| P        | Michele Truppo           | Jonica            | definitivo                       |

| Cessioni | Cessioni               | Cessioni        | Cessioni       |
| R.       | Nome                   | da              | Modalità       |
| -------- | ---------------------- | --------------- | -------------- |
| C        | Samuel Aureliano       |                 | svincolato     |
| P        | Alessandro Confente    | Chievo Verona   | fine prestito  |
| C        | Jacopo Dall'Oglio      | Palermo         | definitivo     |
| A        | Matteo Di Piazza       | Catanzaro       | fine prestito  |
| A        | Alessandro Gatto       | Trapani         | definitivo     |
| D        | Antonio Giosa          |                 | svincolato     |
| C        | Giuseppe Giuffrida     |                 | svincolato     |
| A        | Francesco Matteo Golfo | Parma           | fine prestito  |
| C        | Salvatore Le Mura      | Genoa           | prestito       |
| C        | Kalifa Manneh          | Perugia         | definitivo     |
| P        | Miguel Ángel Martínez  | Triestina       | definitivo     |
| D        | Mario Noce             | Ancona-Matelica | definitivo     |
| A        | Antonio Panebianco     |                 | fine contratto |
| A        | Reginaldo              | AZ Picerno      | definitivo     |
| A        | Luigi Rossitto         |                 | svincolato     |
| D        | Simone Sales           |                 | svincolato     |
| P        | Antonio Santurro       | Bologna         | fine prestito  |
| A        | Manuel Sarao           | Gubbio          | definitivo     |
| D        | Tommaso Silvestri      | Modena          | definitivo     |
| D        | Denis Tonucci          | Juve Stabia     | fine prestito  |
| P        | Michele Truppo         | Licata          | prestito       |
| A        | Michele Volpe          | Frosinone       | fine prestito  |
| A        | Agapios Vrikkīs        |                 | svincolato     |
| C        | Nana Welbeck           | Catanzaro       | definitivo     |

### Sessione invernale (dall’ 3/1 al 31/1)
| Acquisti | Acquisti             | Acquisti | Acquisti   |
| R.       | Nome                 | da       | Modalità   |
| -------- | -------------------- | -------- | ---------- |
| C        | Pier Luigi Simonetti | Piacenza | definitivo |
| D        | Filippo Lorenzini    | Turris   | definitivo |

| Cessioni | Cessioni            | Cessioni          | Cessioni   |
| R.       | Nome                | a                 | Modalità   |
| -------- | ------------------- | ----------------- | ---------- |
| C        | Luis Maldonado      | Catanzaro         | definitivo |
| A        | Tommaso Ceccarelli  |                   | svincolato |
| D        | Luca Calapai        | Crotone           | definitivo |
| C        | Giulio Frisenna     | Città di S. Agata | prestito   |
| P        | Francesco Borriello | Parma             | definitivo |

## Risultati

### Serie C
Tutti i risultati riportati di seguito sono poi stati considerati nulli in seguito all'esclusione della squadra dal campionato.

#### Girone di andata
| Arbitro: | Petrella (Viterbo) |

|                               |           |  |
| Starita 4’, 14’ Viteritti 77’ | Marcatori |  |

| Arbitro: | Di Cairano (Ariano Irpino) |

|                |           |  |
| Šipoš 10’, 46’ | Marcatori |  |

| Arbitro: | Maggio (Lodi) |

|          |           |  |
| Diop 69’ | Marcatori |  |

| Arbitro: | Perenzoni (Rovereto) |

|             |           |                          |
| L. Moro 71’ | Marcatori | 52’ Terranova 94’ Simeri |

| Arbitro: | Di Graci (Como) |

|                  |           |             |
| Carli 21’ (rig.) | Marcatori | 10’ Russini |

| Arbitro: | Nicolini (Brescia) |

|                                   |           |                                                      |
| L. Moro 7’, 57’ (rig.) Biondi 82’ | Marcatori | 8’ Giannone 47’ Leonetti 53’ Santaniello 65’ Esempio |

| Arbitro: | Carrione (Castellammare di Stabia) |

|  |           |                    |
|  | Marcatori | 79’ (rig.) L. Moro |

| Arbitro: | Giordano (Manfredonia) |

|                             |           |                 |
| L. Moro 8’, 64’ Russini 15’ | Marcatori | 25’, 29’ Eusepi |

| Arbitro: | Arace (Lugo di Romagna) |

|             |           |                    |
| Delvino 11’ | Marcatori | 29’ (rig.) L. Moro |

| Arbitro: | Maranesi (Ciampino) |

|                        |           |                           |
| L. Moro 7’ Claiton 57’ | Marcatori | 44’ Plescia 87’ Silvestri |

| Arbitro: | Angelucci (Foligno) |

|                     |           |                                        |
| Polidori 54’ (rig.) | Marcatori | 26’, 83’ L. Moro 48’ Russini 79’ Greco |

| Arbitro: | Carella (Bari) |

|            |           |  |
| Russini 5’ | Marcatori |  |

| Arbitro: | Fiero (Pistoia) |

|                                                               |           |                                               |
| Emmausso 19’ (rig.) Rossetti 21’ Candellori 33’ Tenkorang 88’ | Marcatori | 7’ Rosaia 38’ (rig.), 68’ (rig.), 73’ L. Moro |

| Arbitro: | Giaccaglia (Jesi) |

|             |           |                                 |
| Russini 16’ | Marcatori | 68’ Gallo 90+4’ (rig.) Ferrante |

| Arbitro: | F. Longo (Paola) |

|                                          |           |                              |
| Giovinco 15’ Civilleri 57’ Bellocq 90+4’ | Marcatori | 61’ Šipoš 71’ (rig.) L. Moro |

| Arbitro: | Ricci (Firenze) |

|                         |           |           |
| L. Moro 45’ (rig.), 59’ | Marcatori | 72’ Ricci |

| Arbitro: | Scatena (Avezzano) |

|          |           |  |
| Sane 28’ | Marcatori |  |

| Arbitro: | Rutella (Enna) |

|                         |           |  |
| L. Moro 24’ (rig.), 85’ | Marcatori |  |

| Arbitro: | Gualtieri (Asti) |

|                              |           |                         |
| Rondinella 19’ Mărginean 78’ | Marcatori | 74’ Albertini 80’ Šipoš |

#### Girone di ritorno
| Arbitro: | Collu (Cagliari) |

|  |           |                              |
|  | Marcatori | 20’ Langella 90+4’ Bussaglia |

| Arbitro: | Di Marco (Ciampino) |

|           |           |              |
| Risolo 6’ | Marcatori | 55’ Russotto |

| Arbitro: | Ancora (Roma) |

|  |           |            |
|  | Marcatori | 15’ Zanini |

| Arbitro: | Cascone (Nocera Inferiore) |

|                                        |           |                                         |
| Antenucci 19’, 59’ (rig.) Cheddira 72’ | Marcatori | 17’ (rig.) L. Moro 35’ Greco 56’ Biondi |

| Arbitro: | Monaldi (Macerata) |

|                    |           |                           |
| L. Moro 61’ (rig.) | Marcatori | 47’ Biasci 56’ Vandeputte |

| Arbitro: | Bitonti (Bologna) |

|                 |           |                                        |
| Ghislandi 90+1’ | Marcatori | 54’ Albertini 64’ L. Moro 90+7’ Zanchi |

| Arbitro: | Bonacina (Bergamo) |

|  |           |               |
|  | Marcatori | 17’ Reginaldo |

| Arbitro: | Galipò (Firenze) |

|  |           |                    |
|  | Marcatori | 30’, 49’ Simonetti |

| Arbitro: | Kumara (Verona) |

|            |           |  |
| Biondi 56’ | Marcatori |  |

| Arbitro: | Bordin (Bassano del Grappa) |

|  |           |           |
|  | Marcatori | 63’ Šipoš |

| Arbitro: | Caldera (Como) |

|                                     |           |                       |
| Russini 26’ Biondi 54’ Russotto 83’ | Marcatori | 89’ (rig.) Costantino |

| Arbitro: | Panettella (Gallarate) |

|               |           |                     |
| Mahrous 90+4’ | Marcatori | 2’ Šipoš 79’ Biondi |

| Arbitro: | Marotta (Sapri) |

|            |           |           |
| Russini 4’ | Marcatori | 51’ Bontà |

| Arbitro: | Pascarella (Nocera Inferiore) |

|                                                         |           |           |
| Merola 1’, 44’ A. Curcio 17’ Ferrante 25’ Petermann 39’ | Marcatori | 76’ Greco |

| 27 marzo 2022, ore 18:00 34ª giornata | Catania | – Partita non disputata per l'esclusione del Catania dal campionato di Serie C. | Taranto |  |

| Arbitro: | Rutella (Enna) |

|                      |           |                        |
| Matino 61’ Ricci 75’ | Marcatori | 4’ Šipoš 90+5’ Piccolo |

| Catania 10 aprile 2022, ore 14:30 CEST 36ª giornata | Catania | – n.d. | Latina | Stadio Angelo Massimino |

| Palermo 16 aprile 2022, ore 17:30 CEST 37ª giornata | Palermo | – n.d. | Catania | Stadio Renzo Barbera |

| Catania 24 aprile 2022, ore 17:30 CEST 38ª giornata | Catania | – n.d. | Messina | Stadio Angelo Massimino |

### Coppa Italia Serie C

#### Turni eliminatori
| Arbitro: | Arena (Torre del Greco) |

|  |           |                |
|  | Marcatori | 100’ Reginaldo |

| Arbitro: | Vergaro (Bari) |

|                 |           |  |
| Monterisi 90+2’ | Marcatori |  |

## Statistiche
Statistiche aggiornate al 3 aprile 2022. Le statistiche relative al campionato riportate di seguito sono poi state considerate nulle in seguito all'esclusione della squadra dal campionato. .

### Statistiche di squadra
| Competizione         | Punti         | In casa | In casa | In casa | In casa | In casa | In casa | In trasferta | In trasferta | In trasferta | In trasferta | In trasferta | In trasferta | Totale | Totale | Totale | Totale | Totale | Totale | DR |
| Competizione         | Punti         | G       | V       | N       | P       | Gf      | Gs      | G            | V            | N            | P            | Gf           | Gs           | G      | V      | N      | P      | Gf     | Gs     | DR |
| -------------------- | ------------- | ------- | ------- | ------- | ------- | ------- | ------- | ------------ | ------------ | ------------ | ------------ | ------------ | ------------ | ------ | ------ | ------ | ------ | ------ | ------ | -- |
| Serie C              | 44 (-4)       | 16      | 7       | 2       | 7       | 23      | 21      | 18           | 6            | 7            | 5            | 30           | 30           | 34     | 13     | 9      | 12     | 53     | 51     | 2  |
| Coppa Italia Serie C | Secondo turno | 0       | 0       | 0       | 0       | 0       | 0       | 2            | 0            | 1            | 1            | 0            | 1            | 2      | 0      | 1      | 1      | 0      | 1      | -1 |
| Totale               | -             | -       | -       | -       | -       | -       | -       | -            | -            | -            | -            | -            | -            | -      | -      | -      | -      | -      | -      | -  |

### Andamento in campionato
| Giornata  | 1  | 2 | 3  | 4  | 5  | 6  | 7  | 8  | 9  | 10 | 11 | 12 | 13 | 14 | 15 | 16 | 17 | 18 | 19 | 20 | 21 | 22 | 23 | 24 | 25 | 26 | 27 | 28 | 29 | 30 | 31 | 32 | 33 | 34 | 35 | 36 | 37 | 38 |
| --------- | -- | - | -- | -- | -- | -- | -- | -- | -- | -- | -- | -- | -- | -- | -- | -- | -- | -- | -- | -- | -- | -- | -- | -- | -- | -- | -- | -- | -- | -- | -- | -- | -- | -- | -- | -- | -- | -- |
| Luogo     | T  | C | T  | C  | T  | C  | T  | C  | T  | C  | T  | C  | T  | C  | T  | C  | T  | C  | T  | C  | T  | C  | T  | C  | T  | C  | T  | C  | T  | C  | T  | C  | T  | C  | T  |    |    |    |
| Risultato | P  | V | P  | P  | N  | P  | V  | V  | N  | N  | V  | V  | N  | P  | P  | V  | P  | V  | N  | P  | N  | P  | N  | P  | V  | P  | V  | V  | V  | V  | V  | N  | P  |    | N  |    |    |    |
| Posizione | 20 | 7 | 14 | 17 | 17 | 17 | 14 | 13 | 11 | 14 | 10 | 12 | 10 | 10 | 11 | 10 | 12 | 12 | 12 | 13 | 13 | 14 | 13 | 13 | 13 | 13 | 13 | 12 | 12 | 13 | 11 | 9  | 11 |    | 10 |    |    |    |

Fonte:  Classifica Serie C - Girone C, su lega-pro.com.
Legenda:

Luogo: C = Casa; T = Trasferta. Risultato: V = Vittoria; N = Pareggio; P = Sconfitta.

### Statistiche dei giocatori
Aggiornate all'ultimo incontro ufficiale disputato dalla squadra (3 aprile 2022).
| Giocatore       | Serie C  | Serie C | Serie C     | Serie C    | Coppa Italia Serie C | Coppa Italia Serie C | Coppa Italia Serie C | Coppa Italia Serie C | Totale   | Totale | Totale      | Totale     |
| Giocatore       | Presenze | Reti    | Ammonizioni | Espulsioni | Presenze             | Reti                 | Ammonizioni          | Espulsioni           | Presenze | Reti   | Ammonizioni | Espulsioni |
| --------------- | -------- | ------- | ----------- | ---------- | -------------------- | -------------------- | -------------------- | -------------------- | -------- | ------ | ----------- | ---------- |
| A. Albertini    | 26       | 2       | 5           | 0          | 1                    | 0                    | 0                    | 0                    | 27       | 2      | 5           | 0          |
| G. Bianco       | 4        | 0       | 0           | 0          | 2                    | 0                    | 0                    | 0                    | 6        | 0      | 0           | 0          |
| K. Biondi       | 27       | 5       | 6           | 0          | 1                    | 1                    | 0                    | 0                    | 28       | 6      | 6           | 0          |
| F. Borriello    | 0        | 0       | 0           | 0          | 1                    | 0                    | 0                    | 0                    | 1        | 0      | 0           | 0          |
| L. Calapai      | 18       | 0       | 7           | 0          | 1                    | 0                    | 0                    | 0                    | 19       | 0      | 7           | 0          |
| R. Cataldi      | 20       | 0       | 9           | 0          | 1                    | 0                    | 0                    | 0                    | 21       | 0      | 9           | 0          |
| T. Ceccarelli   | 12       | 0       | 0           | 0          | 2                    | 0                    | 0                    | 0                    | 14       | 0      | 0           | 0          |
| Claiton         | 15       | 1       | 6           | 1          | 0                    | 0                    | 0                    | 0                    | 15       | 1      | 6           | 1          |
| L. Ercolani     | 14       | 0       | 4           | 0          | 1                    | 1                    | 0                    | 0                    | 15       | 1      | 4           | 0          |
| F. Estrella     | 0        | 0       | 0           | 0          | 0                    | 0                    | 0                    | 0                    | 0        | 0      | 0           | 0          |
| G. Frisenna     | 0        | 0       | 0           | 0          | 1                    | 0                    | 0                    | 0                    | 1        | 0      | 0           | 0          |
| A. Giosa        | 0        | 0       | 0           | 0          | 1                    | 0                    | 0                    | 0                    | 1        | 0      | 0           | 0          |
| J. Greco        | 31       | 3       | 2           | 0          | 1                    | 0                    | 0                    | 0                    | 32       | 3      | 2           | 0          |
| M. Izco         | 22       | 0       | 2           | 0          | 1                    | 0                    | 0                    | 0                    | 23       | 0      | 2           | 0          |
| F. Lorenzini    | 11       | 0       | 1           | 1          | 0                    | 0                    | 0                    | 0                    | 11       | 0      | 1           | 1          |
| L. Maldonado    | 19       | 0       | 4           | 0          | 1                    | 0                    | 0                    | 0                    | 20       | 0      | 4           | 0          |
| J. Monteagudo   | 32       | 0       | 6           | 0          | 2                    | 0                    | 0                    | 0                    | 34       | 0      | 6           | 0          |
| L. Moro         | 17       | 18      | 1           | 0          | 1                    | 0                    | 0                    | 0                    | 18       | 18     | 1           | 0          |
| A. Piccolo      | 12       | 1       | 0           | 0          | 2                    | 0                    | 0                    | 0                    | 14       | 1      | 0           | 0          |
| S. Pino         | 5        | 0       | 0           | 0          | 0                    | 0                    | 0                    | 0                    | 5        | 0      | 0           | 0          |
| G. Pinto        | 22       | 0       | 12          | 0          | 2                    | 0                    | 0                    | 0                    | 24       | 0      | 12          | 0          |
| A. Provenzano   | 30       | 0       | 4           | 0          | 1                    | 0                    | 0                    | 0                    | 31       | 0      | 4           | 0          |
| Reginaldo       | 0        | 0       | 0           | 0          | 1                    | 0                    | 0                    | 0                    | 1        | 0      | 0           | 0          |
| P. Ropolo       | 15       | 0       | 3           | 0          | 1                    | 0                    | 0                    | 0                    | 16       | 0      | 3           | 0          |
| G. Rosaia       | 30       | 1       | 10          | 1          | 1                    | 0                    | 1                    | 0                    | 31       | 1      | 11          | 1          |
| S. Russini      | 30       | 7       | 7           | 1          | 1                    | 0                    | 0                    | 0                    | 31       | 7      | 7           | 1          |
| F. Russo        | 1        | 0       | 0           | 0          | 0                    | 0                    | 0                    | 0                    | 1        | 0      | 0           | 0          |
| A. Russotto     | 26       | 2       | 5           | 0          | 1                    | 0                    | 0                    | 0                    | 27       | 2      | 5           | 0          |
| A. Sala         | 23       | 0       | 4           | 0          | 1                    | 0                    | 0                    | 0                    | 24       | 0      | 4           | 0          |
| P. L. Simonetti | 13       | 0       | 6           | 0          | 0                    | 0                    | 0                    | 0                    | 13       | 0      | 6           | 0          |
| L. Šipoš        | 26       | 7       | 1           | 1          | 1                    | 0                    | 0                    | 0                    | 27       | 7      | 1           | 1          |
| G. Stancampiano | 11       | 0       | 1           | 1          | 1                    | 0                    | 0                    | 0                    | 12       | 0      | 1           | 1          |
| A. Zanchi       | 20       | 1       | 2           | 1          | 1                    | 0                    | 0                    | 0                    | 21       | 1      | 2           | 1          |